# 71丁目駅
71丁目駅（71ちょうめえき、英語: 71st Street）はニューヨーク市地下鉄BMTウェスト・エンド線の駅で、ブルックリン区ベンソンハーストの71丁目 - ニュー・ユトレヒト・アベニュー交差点にある。終日D系統が停車する。

## 駅構造
| P ホーム階 | 相対式ホーム、右側ドアが開く | 相対式ホーム、右側ドアが開く                                       |
| P ホーム階 | 北行緩行線                   | ← ノーウッド-205丁目駅行き（62丁目駅）                             |
| P ホーム階 | 混雑方向 急行線              | → 定期列車なし                                                     |
| P ホーム階 | 南行緩行線                   | → コニー・アイランド-スティルウェル・アベニュー駅行き（79丁目駅）→ |
| P ホーム階 | 相対式ホーム、右側ドアが開く |                                                                    |
| M          | 改札階                       | 改札口、駅員詰所、メトロカード自動券売機                           |
| G          | 地上階                       | 出入口                                                             |

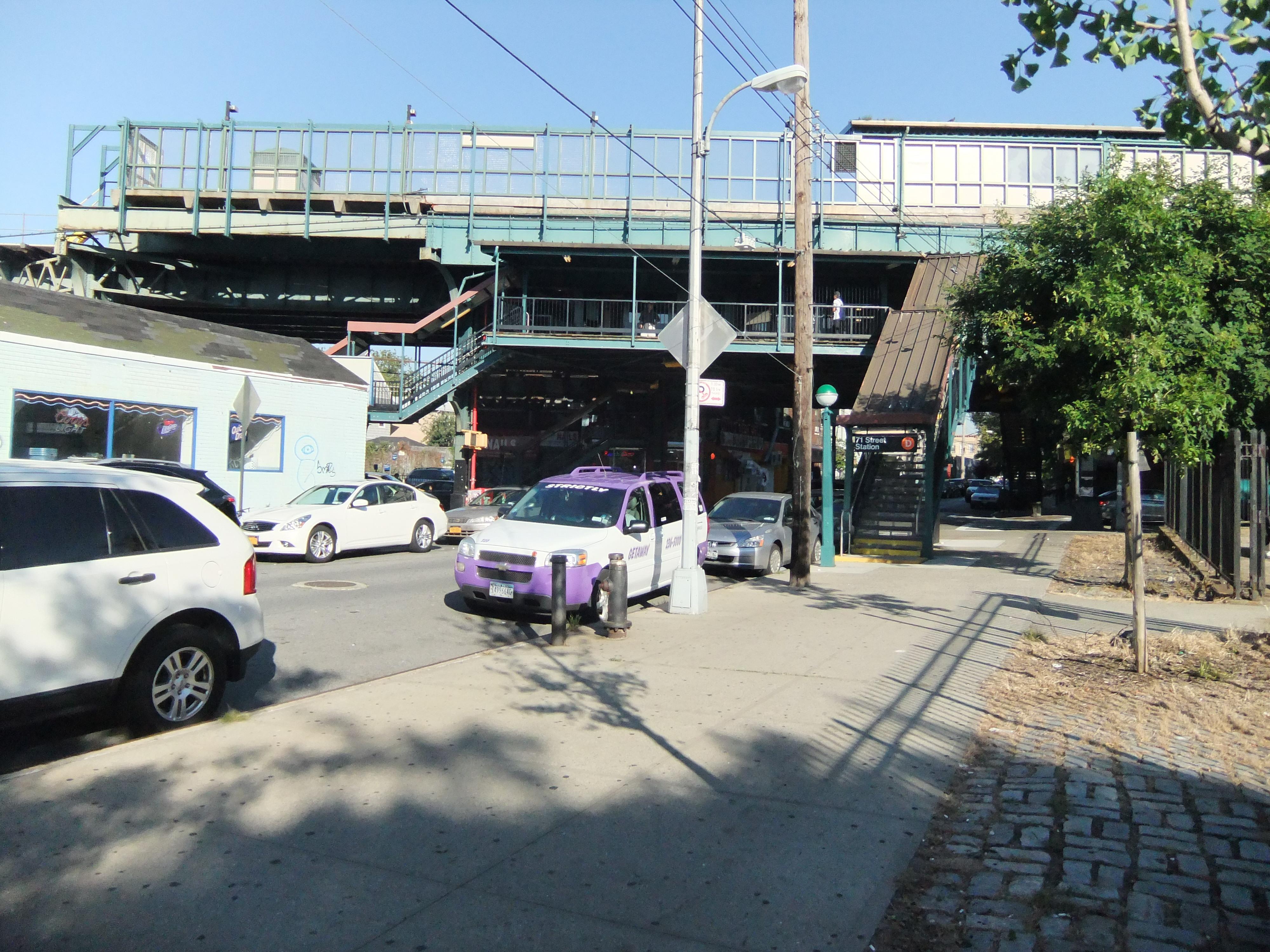
東側階段

71丁目駅は相対式ホーム2面3線の高架駅で、1916年9月15日に開業した。中央の急行線は普段使われていない。ホームには2本とも両端の一部を除く全長に渡って緑色のフレームと支柱で茶色の屋根がかけられている。ホーム端には腰ほどの高さの黒い鋼製フェンスが設けられ、照明が等間隔で配されている。駅名標はニューヨーク市地下鉄で標準の黒地に白でレタリングを施したものである。ホームは1950年代に現在でもBディビジョンで標準の列車長600フィート (180 m)に対応するために南側に延長された。
2012年には、2009年アメリカ復興・再投資法に基づく資金拠出を受けて、駅の改装が行われた。

### 出入口
71丁目駅には改札が2つあり、どちらも線路およびホームの下に設けられた高架駅舎内にある。終日営業しているのは南側改札で、各ホームから階段を降りると待合所とホーム間連絡通路に出る。自動改札機を抜けて改札を出ると、トークン・ブースと4つの階段があり、71丁目 - ニュー・ユトレヒト・アベニュー交差点の四つ角のいずれにも降りることができる。南側の階段は出口も南向き、北側の階段の出口は西向きまたは東向きである。
もう1つの改札は北側にあり、駅員は配置されていない。ホームから降りる階段は閉鎖された駅舎の外側を通っている。自動改札機は1台のみ設けられており、これを抜けると69丁目 - ニュー・ユトレヒト・アベニュー交差点の南東角および南西角に降りる階段に出る。近くにはルーテナント・ジョセフ・ペトロジーノ公園がある。